# Вельфіс
Вельфіс (нім. Wölfis) — громада в Німеччині, розташована в землі Тюрингія. Входить до складу району Гота. Складова частина об'єднання громад Ордруф.
Площа — 29,36 км2. Населення становить Невірний параметр metadata 16 067 081 ос. (станом на 31 грудня 2021).